# روی مک‌فارلند
روی مک‌فارلند (به انگلیسی: Roy McFarland) بازیکن فوتبال زادهٔ ۵ آوریل ۱۹۴۸ اهل کشور انگلستان بود که سابقهٔ بازی در تیم ملی فوتبال انگلستان را در کارنامهٔ خود دارد. وی در تاریخ ۳ فوریه ۱۹۷۱ نخستین بازی ملی خود را در مقابل تیم ملی فوتبال ایتالیا انجام داد و با حضور در ۲۸ بازی ملی، در تاریخ ۱۷ نوامبر ۱۹۷۶ واپسین بازی ملی‌اش را در برابر تیم ملی فوتبال مالت برگزار کرد.